# Kaiser-Lothar-Linde

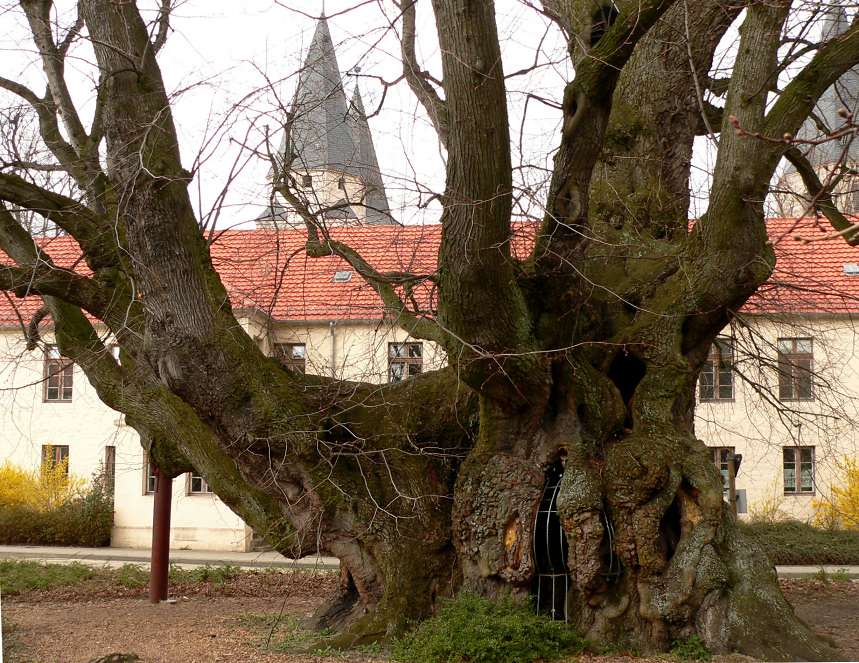
Kaiser-Lothar-Linde, im Hintergrund der Kaiserdom

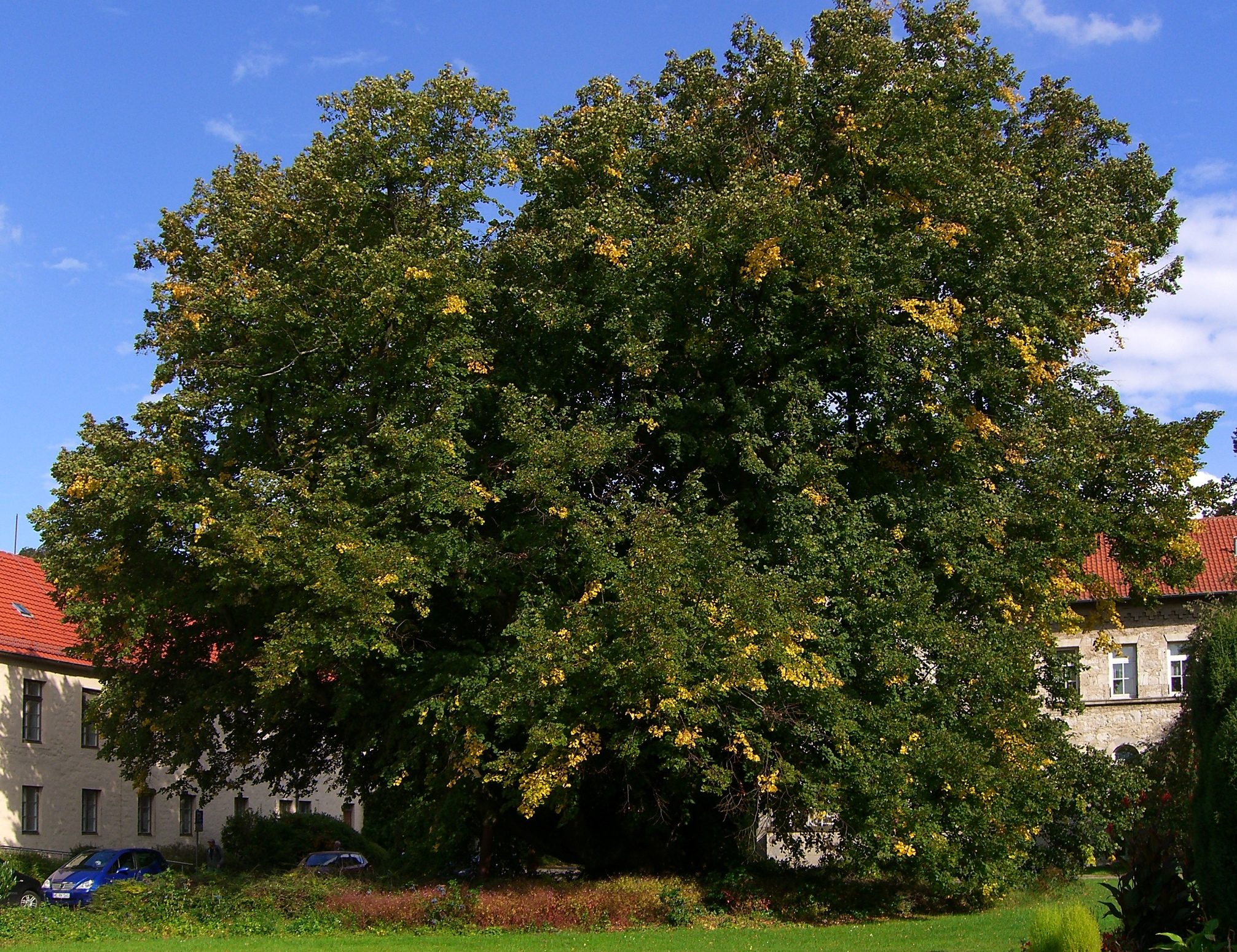
Der Baum im Sommer

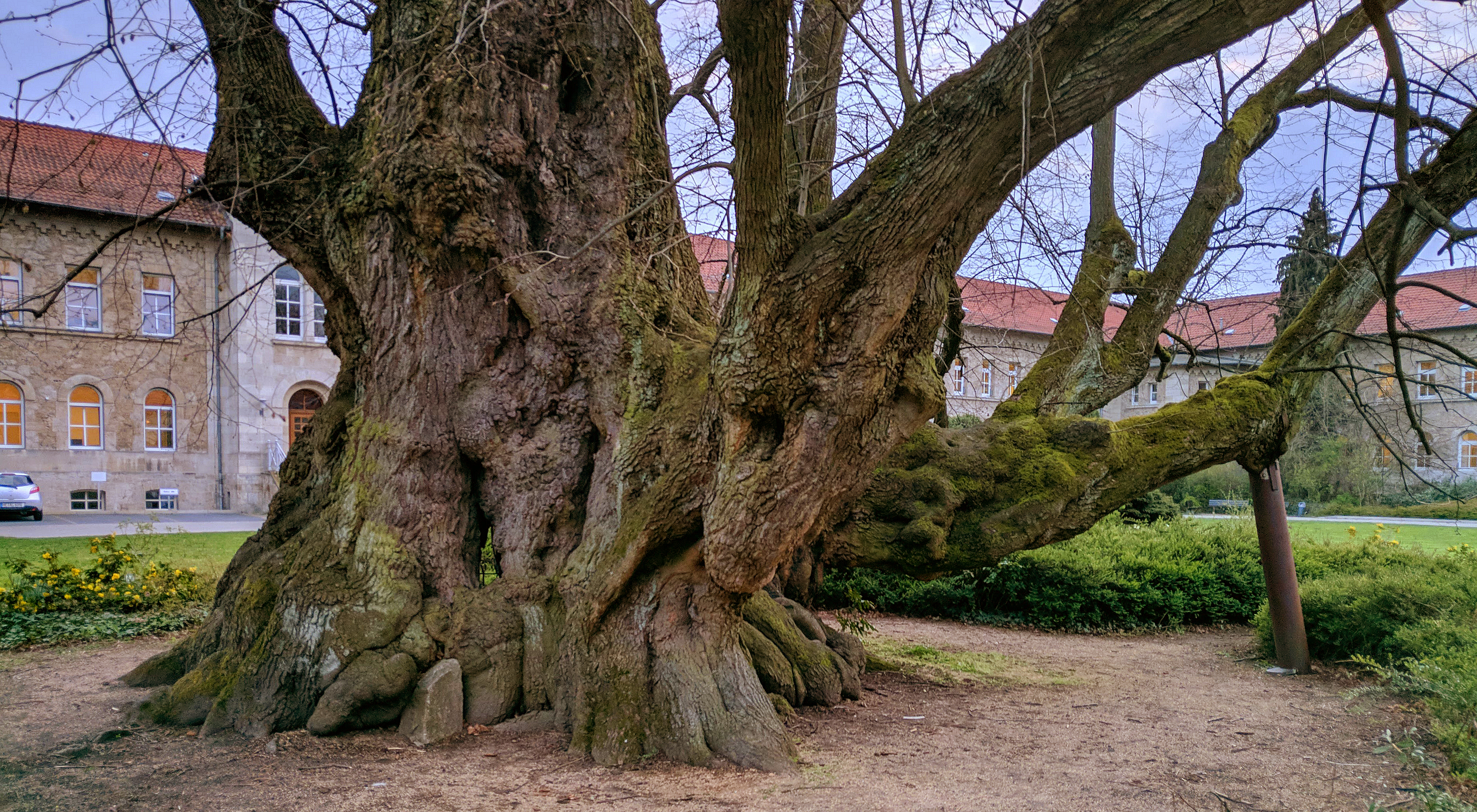
Der Baum im Frühjahr mit durchgehender Öffnung im Stamm

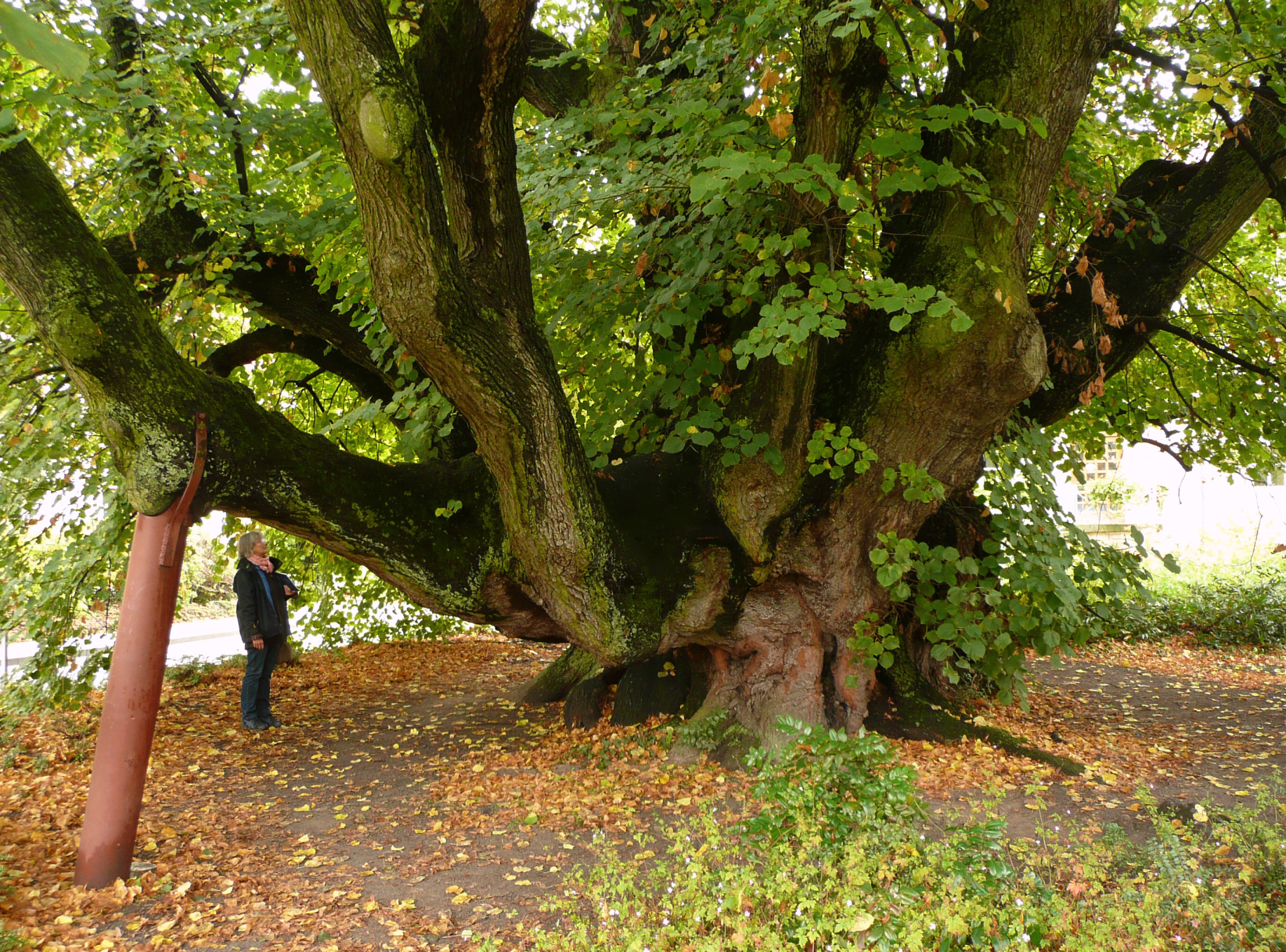
Stammbereich mit abgestütztem Ast

Die Kaiser-Lothar-Linde ist eine zu Ehren des Kaiserdoms in Königslutter auf einer Wiese neben der Kirche gepflanzte Sommerlinde. Man schätzt ihr Alter auf 900 Jahre, da sie angeblich 1135 (dem Jahr, in dem man mit dem Bau der Stiftskirche begann) gepflanzt wurde. In Königslutter hat es sich im Volksmund eingebürgert, sie tausendjährige Linde zu nennen. Die Anpflanzung der Linde soll von Kaiser Lothar persönlich in Auftrag gegeben worden sein. 

## Metrische Angaben
Der Stammumfang beträgt 12,37 Meter, die Höhe 23 Meter. Der Bereich der Baumkrone hat einen Durchmesser von etwa 26 Meter.

## Aussehen und besondere Eigenschaften
Die Linde nahe dem Dom ist ein Naturdenkmal von überregionaler Bedeutung, da der Baum zu den ältesten und dicksten Linden in Niedersachsen zählt. Sie ist ein wichtiger Touristenzielpunkt in Königslutter. Das Aussehen der Linde ist bizarr. Es sind Gitter in die Öffnungen des hohlräumigen Stammes eingesetzt worden. Der Baum soll im Jahr des Baubeginns des Doms 1135 an einer Richtstätte gepflanzt worden sein. Ob er tatsächlich fast 900 Jahre alt ist, ist nicht bekannt. Der Baum wächst heute nicht mehr in die Höhe, sondern in die Breite. Der Stamm ist im Inneren ausgemauert. Der unterste vom Stamm abgehende Ast in 1,5 m Höhe ist gegen Abbrechen abgestützt. Außerdem halten Drahtseile den Baum zusammen. Seit 1956 ist er ein Naturdenkmal; 1975 wurde eine Baumpflegemaßnahme durch einen Baumchirurgen durchgeführt.
Die Linde steht heute auf dem Gelände des AWO Psychiatriezentrums. 